# Jubula complanata
Jubula complanata là một loài rêu tản trong họ Jubulaceae. Loài này được (L.) Corda miêu tả khoa học lần đầu tiên năm 1835.